# Davor Pejčinović
Davor Pejčinović (Altenkirchen, 28 marzo 1971) è un ex cestista croato.

## Carriera
Con la Croazia ha disputato i Campionati mondiali del 1994 e due edizioni dei Campionati europei (1995, 1997).

## Palmarès
- Campionato croato: 6

Cibona Zagabria: 1992, 1992-93, 1993-94, 1994-95, 1995-96, 1996-97